# 西藏狼尾草
西藏狼尾草（学名：Pennisetum lanatum）为禾本科狼尾草属下的一个种。

## 扩展阅读
- 維基物種上的相關：西藏狼尾草